# Michel Didisheim
Michel Georges Charles Gaspard David graaf Didisheim (Wimbledon, 18 april 1930 – Vorst, 6 januari 2020) was van 1962 tot 1986 kabinetschef van de Belgische prins Albert, de latere koning Albert II van België. Hij was in 1971 medestichter en voorzitter van de Bond Beter Leefmilieu en was de stichter van Koning Boudewijnstichting die hij leidde als secretaris-generaal (1976-1981), gedelegeerd bestuurder (1982-1995) en voorzitter (1994-1999). Didisheim schreef ook enkele Franse historische romans.

## Familie
Didisheim was de zoon van René Didisheim (1907-1994) die advocaat werd en bij de aanvang van de Tweede Wereldoorlog weer dienst nam als kapitein-commandant in het Belgisch Leger. Vanaf 1940 was hij actief in het verzet en in 1941 vluchtte hij te voet over de Pyreneeën naar Engeland, van waar hij als officier in de Brigade Piron het land in 1944 hielp bevrijden en verder meestreed in Nederland en Duitsland. Hij werd vervolgens Belgisch vertegenwoordiger en secretaris-generaal in de Agence Interalliée des Réparations (I.A.R.A.). Na het leger te hebben verlaten, schreef hij de geschiedenis van de Brigade Piron. Hij werd in 1984, voor bewezen diensten, in de erfelijke adelstand verheven, met de bij eerstgeboorte overdraagbare titel van baron.
De moeder van Michel Didisheim was Claire Maigret de Priches (1906-1983), uit een notabele familie van Saint-Symphorien bij Bergen. Zij trad ook toe tot het Verzet en werd in 1942 gevangengenomen. Ter dood veroordeeld in Essen, werd ze naar het concentratiekamp van Ravensbrück gevoerd en werd haar veroordeling omgezet in een 'Nacht und Nebel'-gevangenis van onbepaalde duur. Het is pas in extremis dat ze in april 1945 werd gered door een Rode Kruismissie onder leiding van de Zweedse graaf Folke Bernadotte.
De ouders van Michel Didisheim waren in 1930 in Wimbledon getrouwd. Volgens hardnekkige geruchten zou hij de buitenechtelijke zoon zijn van koning Leopold III van België. Geruchten waar Didisheim nooit op reageerde, tot hij ze in 2008 formeel tegensprak. In La Libre Belgique van 16 oktober 2008 verklaarde hij: "… tegenover geruchten staat men volkomen machteloos, ik wil er alleen maar aan herinneren dat ik de zoon ben van René Didisheim en Claire Maigret de Priches. Punt, aan de lijn! (...contre des rumeurs on est totalement impuissant mais je voudrais simplement rappeler que je suis le fils de René Didisheim et de Claire Maigret de Priches. Point à la ligneǃ)" In datzelfde jaar bevestigde hij in Humo zijn wettelijke en werkelijke  afkomst.
Michel Didisheim had een zus, Francine Didisheim (1933-2011), echtgenote van medicus Bernard de La Gorce. Ze was medestichter, secretaris-generaal en ondervoorzitter van het werk van priester Joseph Wresinski (1917-1988), ATD Vierde Wereld (Aide à Toute Détresse).

## Huwelijk en adelstand
Michel Didisheim is in 1956 in Wenen getrouwd met gravin Monika von und zu Trauttmansdorff-Weinsberg (1933). Haar beide ouders, graaf Josef Trauttmansdorf en barones Helen Economo von San Serffwerden, werden als leden van het Oostenrijkse Verzet in 1945 door de nazi's gefusilleerd.
Michel en Monika Didisheim hebben drie zoons en twee dochters.
Nadat hij in 1984 in de Belgische erfelijke adel was opgenomen, door de opname van zijn vader, René Didisheim, verkreeg hij in 1986 de baronstitel voor zichzelf en al zijn nakomelingen. In 1996 verkreeg hij de titel graaf, eveneens voor zichzelf en al zijn nakomelingen.

## Studies
Na de lagere en middelbare school in België te hebben gevolgd, voleindigde Michel Didisheim de humaniora in Engeland aan de Combe School in Somerset. Hij behaalde er het Oxford and Cambridge Certificate, gelijkwaardig aan het Belgisch diploma van de humaniorastudies.
In 1951 promoveerde hij aan de Université Libre de Bruxelles tot licentiaat in de politieke en diplomatieke wetenschappen en tot licentiaat in de koloniale wetenschappen. Hij volgde nadien nog economische studies aan de Universiteit van Wenen.

## Leger
Na zijn opleiding tot officier in het kader van de militaire dienstplicht, meldde Didisheim zich begin 1952 als vrijwilliger voor het Belgische bataljon van paracommando's dat in Korea streed. Hij voerde er een peloton aan en klom op tot de graad van kapitein-commandant.
Na het einde van de gevechten werd hij, omwille van zijn universitair diploma en van zijn kennis van het Engels, benoemd tot Belgisch vertegenwoordiger in de Wapenstilstandcommissie in Panmunjeom.
In 1954 in België teruggekeerd werd hij in het reservekader gemuteerd, in de compagnie E.S.R. (bijzondere inlichtingsdiensten) van het regiment paracommando.

## Loopbaan
Didisheim begon zijn beroepsloopbaan als directieattaché bij de Sabena (1956-1962). Hij werd vervolgens gedetacheerd naar het kabinet van eerste minister Gaston Eyskens en van daar naar verschillende kabinetten van opeenvolgende ministers van buitenlandse handel en van ontwikkelingssamenwerking, waar hij attaché en uiteindelijk kabinetschef werd.
In 1962 werd hij secretaris en vervolgens kabinetschef van prins Albert, voorzitter van de Belgische Dienst voor Buitenlandse Handel. In die functie had Didisheim mee de leiding van tal van economische missies, die hij telkens hielp voorbereiden.
Hij was ook de drijvende kracht achter de inspanningen van de Prins voor het leefmilieu en het bouwkundig erfgoed.
In 1976 was hij medestichter en trad hij op als actieve organisator van de Koning Boudewijnstichting, die werd opgericht naar aanleiding van het zilveren ambtsjubileum van Koning Boudewijn. Binnen deze stichting was hij secretaris-generaal (1976-1981), gedelegeerd bestuurder (1982-1995) en voorzitter (1994-1999), functie die hij tot in 1986 cumuleerde met zijn activiteiten bij prins Albert. Later werd hij erevoorzitter.
Hij was ook de eerste voorzitter van de King Baudouin Foundation U.S. (New York).

## Verenigingsleven
In 1967, met de steun van prins Albert, stichtte Didisheim samen met een tiental vrienden de vzw Kunstwijk - Quartier des Arts, met als doel een betere ontwikkeling te verzekeren aan het administratieve en culturele hart van de hoofdstad. Hij was de eerste voorzitter van het Uitvoerend comité en bleef lid van dit comité tot in 2011.
In 1971 was hij medestichter van Inter Environnement – Bond Beter Leefmilieu, samen met onder meer Dominique de Wasseige (1934-2017), Mark Dubrulle (1943), Pierre Dulieu (1935), Jan Tanghe (1929-2003) en Baudouin du Bus de Warnaffe (1936). Hij was er voorzitter van tot in 1976.
Beide verenigingen hebben hem de eretitel van stichtend voorzitter toegekend. In 1996 werd hem door Europa Nostra de eremedaille toegekend voor zijn inzet ten gunste van het cultureel erfgoed.
Zijn vroege belangstelling voor het leefmilieu maakte dat de Université catholique de Louvain hem opdroeg een cursus over deze materie te organiseren. Hij leidde die van 1977 tot 1981 als buitengewoon docent. Hij organiseerde ook een opleiding leefmilieu bij het Europacollege in Brugge.
In 1976 benoemde de Belgische regering hem tot voorzitter van de Toezichtsraad voor de Hogeschool Ter Kameren. Hij werd ook lid van de Commission royale des Monuments et des Sites.
Hij was lid van de Brusselse afdeling van de internationale ecologische lobbygroep Club van Rome.

## Andere functies
Didisheim was ook onder meer:
- medestichter en bestuurder van de European Foundations Centre (EFC Bruxelles);
- medestichter en bestuurder van het Centre for European Policy Studies (CEPS);
- bestuurder van het Europacollege in Brugge;
- bestuurder van de vzw Paleis van Keizer Karel;
- lid van de Raad van gouverneurs van de Fondation européenne de la Culture (Amsterdam).

In de loop van zijn loopbaan was hij bestuurder bij overheidsinstellingen, onder meer de Nationale Delcrederedienst en de Belgische Investeringsmaatschappij.
Na zijn pensionering was hij nog bestuurder bij ondernemingen uit de private sector:
- Union Chimique Belge
- Videohouse (2001-2005)

## Publicaties
Eenmaal met pensioen begaf hij zich op het literaire pad. Onder de schuilnaam Thomas Valclaren was hij co-auteur van een vulgariserende geschiedenis over de Europese vorstenfamilies in de 19de en 20ste eeuwen. Onder eigen naam schreef hij twee romans die zich afspelen in de middens van de Europese aristocratie.
- Les Rois ne meurent jamais, (samen met José-Alain Fralon en Linda Caille), Paris, Editions Fayard, 2006, ISBN 978-2-2136-1581-3
- Tu devais disparaitre! Le roman d'une enfant royale cachée, Editions Alphee, 2008, ISBN 978-2-7538-0336-7
- Pour le sourire d'une tortue, Deel 2 van Tu devais disparaître..., Editions Alphee, 2010, ISBN 978-2-7538-0572-9